# Qi qiu
Qi qiu o Balloon (xinès 气球 Qìqiú) és una pel·lícula dramàtica xinesa del 2019 dirigida per Pema Tseden. Es va projectar a la secció Horizons del 76a Mostra Internacional de Cinema de Venècia.

## Sinopsi
La pel·lícula evoca les lluites d'una família tibetana entre el conservadorisme religiós i l'emancipació sexual. Drolkar i el seu marit tenen tres fills i són ramaders d'ovelles. Per complir amb la política del fill únic, establerta per les autoritats xineses, Drolkar utilitza el preservatiu com a mitjà d'anticoncepció, una pràctica poc estesa en aquesta societat tradicional.

## Repartiment
- Sonam Wangmo: Drolkar,
- Jinpa: Dargye, el seu marit
- Yangshik Tso: Changchub Drolma, germana de Drolkar
- Koncho : l'avi
- Dudul : Jamyang, fill gran de Drolkar
- Drukla Dorje : fill segon de Drolkar
- Palden Nyrma : fill petit de Drolkar
- Kunde : Takbum Gyal, professor de tibetà de Jamyang
- Dechen Yangzom : Druktso
- Kangchen Tsering : doctor Sodra

## Premis
| Data | Premi                                                   | Categoria                      | Nominat     | Resultat  | Notes |
| ---- | ------------------------------------------------------- | ------------------------------ | ----------- | --------- | ----- |
| 2019 | 5è Festival Internacional de Cinema de Chicago          | Millor guió                    | Pema Tseden | Guanyador |       |
| 2019 | 76a Mostra Internacional de Cinema de Venècia           |                                | Balloon     | Nominat   |       |
| 2019 | Festival Internacional de Cinema de Toronto 2019        | Cinema del Món Contemporani    | Balloon     | Nominat   |       |
| 2019 | 24è Festival Internacional de Cinema de Busan           | Una finestra al cinema asiàtic | Balloon     | Nominat   |       |
| 2019 | 20th Tokyo Filmex                                       |                                | Balloon     | Guanyador |       |
| 2019 | Asia-Pacific Film Festival                              | Millor pel·lícula              | Balloon     | Nominat   |       |
| 2019 | 2n Festival Internacional de Cinema de l'illa de Hainan | Millor pel·lícula              | Balloon     | Guanyador | [ 5 ] |